# 35237 Matzner
35237 Matzner è un asteroide della fascia principale. Scoperto nel 1995, presenta un'orbita caratterizzata da un semiasse maggiore pari a 2,7586145 UA e da un'eccentricità di 0,2323905, inclinata di 7,47516° rispetto all'eclittica.